# Europavej E75
E75 er en europavej der begynder i Vardø i Norge og ender i Sitia i Grækenland. Undervejs går den blandt andet gennem: Utsjoki, Ivalo, Sodankylä, Rovaniemi, Kemi, Oulu, Jyväskylä, Lahti og Helsinki i Finland ...(færge)... Gdańsk, Świecie, Krośniewice, Łódź, Piotrków Trybunalski og Katowice i Polen; Český Těšín i Tjekkiet; Žilina og Bratislava i Slovakiet; Győr, Budapest og Szeged i Ungarn; Beograd og Niš i Serbien; Kumanovo, Skopje og Gevgelija i Makedonien; Evzoni, Thessaloniki, Larisa, Almyros, Lamia, Athen ...(færge)... Chania, Iraklio og Agios Nikolaos i Grækenland.